# شكري أنيس فاخوري
شكري أنيس فاخوري (15 فبراير 1953 -)، كاتب وروائي لبناني غزير الإنتاج، وُلد في 2 ديسمبر 1953. يُعد من أبرز المؤلفين في الدراما التلفزيونية اللبنانية، حيث قدّم عددًا كبيرًا من المسلسلات الدرامية الناجحة التي حظيت بشعبية واسعة في لبنان والعالم العربي.

## أعماله

### مسلسلات
- غريبة، أل بي سي

### أفلام
- دخان بلا نار، 2009 (مثل فيه ولم يؤلفه)
- زفافيان، 2017 (تأليف)

## وصلات خارجية
- شكري أنيس فاخوري في السينما.كوم